# Hubble Frontier Fields

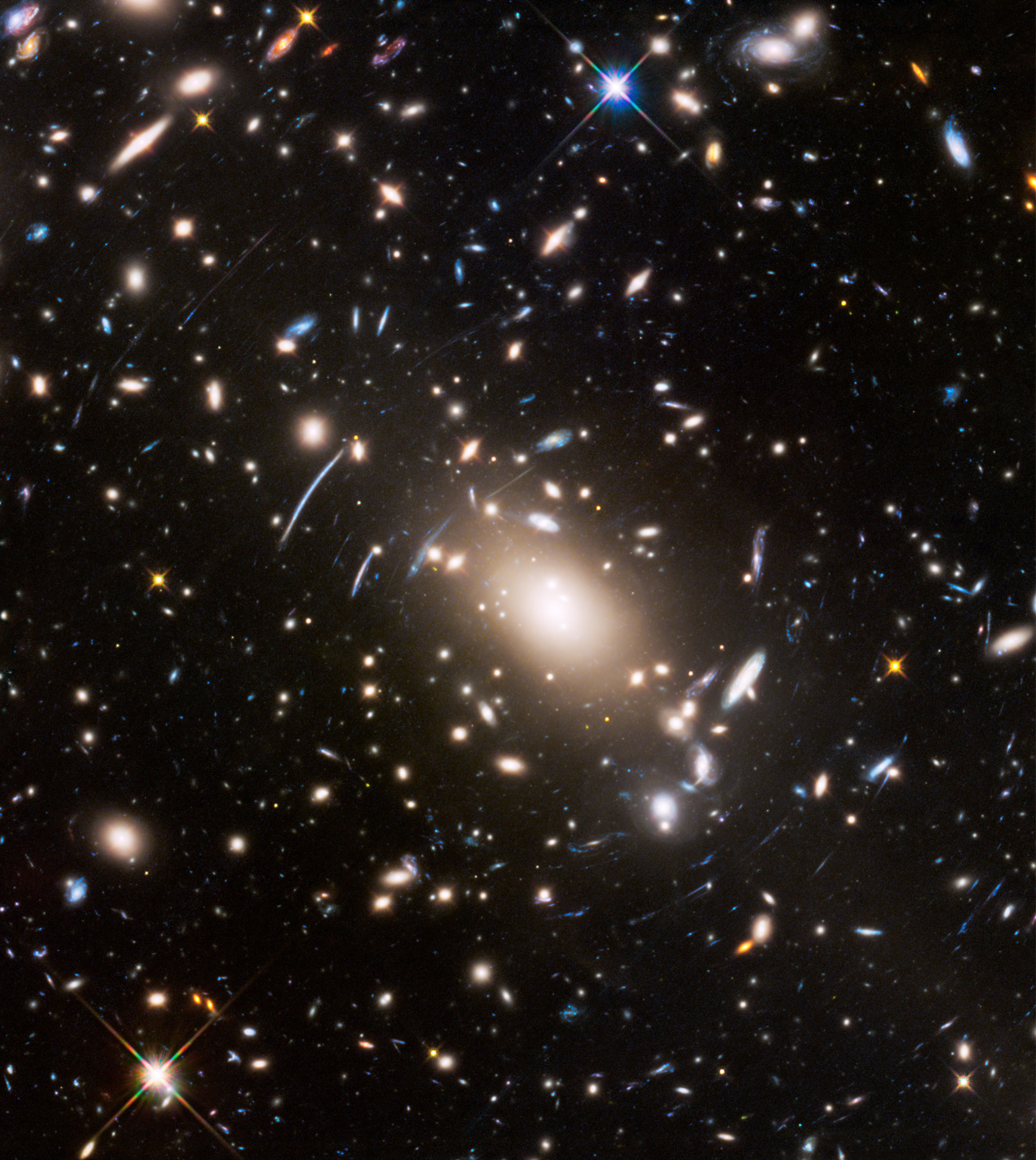
L'amas Abell S1063 vu par le télescope spatial Hubble dans l'initiative du programme Hubble Frontier Fields.

Le Hubble Frontier Fields (que l'on peut traduire en français en Champs frontière de Hubble), en abrégé HFF, est un programme d'observation visant à étudier de massifs amas de galaxies pour permettre la découverte de galaxies datant de l'univers primordial à l'aide des puissantes lentilles gravitationnelles créées par les amas massifs. Ce programme utilise principalement le télescope spatial Hubble ainsi que le télescope spatial Spitzer.

## Principe
L'initiative Hubble Frontier Fields est un programme d'observation fait avec les données et images du télescope spatial Hubble, dans le domaine optique et proche infrarouge à une profondeur sans précédent. Des observations coordonnées avec le télescope spatial Spitzer ou d'autres télescopes au sol ont préparé le terrain pour faire progresser les compréhensions de l'univers primitif, le télescope spatial James Webb aussi pourra rejoindre le programme et réaliser des observations remontant encore plus loin que celles de Hubble. Cet effort vise à atteindre de nouvelles frontières de profondeur dans les décalages vers le rouge élevés, afin que les scientifiques puissent dépasser la limite actuelle de Hubble pour les galaxies à très hauts décalages vers le rouge, afin de mieux caractériser les propriétés des premières galaxies et d'évaluer leur rôle dans la réionisation du milieu intergalactique. Le Hubble Frontier Fields atteindra cet objectif en tirant parti de la forte puissance des lentilles gravitationnelles des amas de galaxies massifs, qui dévient, déforment et, surtout, amplifient les galaxies distantes. Grâce à ce grossissement, les objets d'arrière-plan, qui ne seraient normalement pas détectables, sont agrandis, autant en luminosité qu'en surface à une luminosité de surface fixe, de sorte que la détectabilité des petits objets soit améliorée.
De plus, si la densité de masse de l'objet producteur de la lentille de premier plan est suffisamment élevée, plusieurs images de la même source d'arrière-plan apparaissent souvent. Pour les lentilles massives, de nombreux ensembles d'images multiples sont généralement générés, qui peuvent à leur tour être utilisés pour prédire la distance de la lentille et ainsi contraindre les incertitudes sur la distance des objets observés.
Le grossissement par les amas de galaxies a toujours fourni des galaxies aux limites des décalages vers le rouge les plus élevés. Cependant, en raison de la petite taille des galaxies à hauts décalages vers le rouge, les chances de capturer une galaxie à décalage vers le rouge élevé avec des images multiples sont faibles, avec seulement quelques-unes actuellement connues.
Des études sur les raies d'absorption des quasars à décalage vers le rouge (z) élevé ont montré que l'époque de la réionisation était terminée à z ∼ 6, tandis que les observations du fond diffus cosmologique placent le début de la réionisation avant z ∼ 10. En incluant les estimations récentes de Planck, l'ère entre z ∼ 11 et z ∼ 6 sondée par les observations de Hubble les plus profondes marquent une transition critique dans l'histoire de l'univers. Les galaxies sans lentille détectées sont les objets les plus lumineux de leur époque, et donc nettement plus massives et rares que les ancêtres des galaxies actuelles comme la Voie lactée. Les galaxies à décalage vers le rouge élevé sont à peine résolues par Hubble, avec des galaxies lentilles dont le décalage vers le rouge est supérieur à 8 produisant des tailles inférieures à quelques centaines de parsecs.
Le Hubble Frontier Fields combine plusieurs stratégies précédentes d'observation de galaxies à décalage vers le rouge élevé pour atteindre ces objectifs : une imagerie par Hubble dans plusieurs bandes pour identifier les candidats de galaxies très distantes et très faibles grâce à l'effet de grossissement d'une forte lentille gravitationnelle créée par des amas massifs de galaxies. L'imagerie profonde avec le télescope Spitzer est également nécessaire pour améliorer les mesures de décalages vers le rouge photométriques, mesurer les masses stellaires et les taux de formation d'étoiles des galaxies lointaines, et exclure les faux candidats. Les temps d'exposition de Hubble ont été choisis pour sonder des galaxies 10 fois plus faibles que celles observées avec le champ ultra-profond de Hubble dans les régions de grossissement les plus élevées des champs de lentilles (permettant d'observer des objets avec une magnitude apparente allant jusqu'à ∼32, avec un facteur de grossissement de 20 à 30), mais avec beaucoup moins de temps d'observation que celui utilisé pour le champ ultra-profond. Les volumes sondés aux grossissements les plus élevés sont très petits, ainsi le programme observe plusieurs amas pour améliorer la probabilité statistique de capter la lumière des galaxies les plus faibles et les plus lointaines. Alors que la couleur, le décalage vers le rouge et d'autres mesures relatives telles que les taux de formation d'étoiles sont à l'abri des erreurs dans les estimations de grossissement, les mesures des luminosités et des tailles des objets individuels dépendent directement des grossissements de lentilles déduits.
Les six nouveaux, observés pour la première fois, sont comparables en profondeur aux autres champs profonds, et triplent la surface des champs observés par HST jusqu'à une profondeur pouvant atteindre une magnitude A et B[Quoi ?] de 29. Les volumes de fond lentilles par les amas sont beaucoup plus petits que ceux sondés par des champs sans lentille. Ainsi, alors que les amas permettent de voir des objets plus faibles que le champ ultra-profond dans de petits volumes, les autres champs profonds offrent une amélioration spectaculaire du volume et de la probabilité d'observer des galaxies distantes plus lumineuses que la 29e magnitude.
Le Hubble Frontier Fields prépare le terrain pour que le télescope spatial James-Webb étudie les galaxies de première lumière[Quoi ?] à z > 10 et comprenne l'assemblage des galaxies au cours du temps. Depuis le début de l'année 2022, James Webb a déjà pu faire des observations allant jusqu'à un décalage vers le rouge de 16.7, avec l'objet CEERS-93316. D'autre part, le champ profond réalisé sur l'amas SMACS J0723.3-7327 est très similaire aux autres champs profonds réalisés avec Hubble, et a permis de découvrir des galaxies comme GLASS-z13.

## Fonctionnement
Le Hubble Frontier Fields utilise principalement le télescope spatial Hubble et le télescope spatial Spitzer, pour permettre de produire des observations allant de l'ultraviolet moyen à l'infrarouge lointain et de ne pas restreindre les possibilités d'analyses des images produites. Pour les observations de Hubble, les scientifiques ont utilisé sa caméra Advanced Camera for Surveys (ACS) pour réaliser des observations dans l'optique et ses caméras WFC3 et NICMOS pour réaliser des observations en infrarouge proche.
- Avec Hubble, les filtres utilisés avec ses deux caméras infrarouges sont F105W, F125W, F140W et F160W, correspondant à de l'infrarouge proche. Avec sa caméra ACS, les filtres utilisés sont F844W, F435 et F555W, correspondant aux longueurs d'onde optiques. Pour chaque image de Hubble, les scientifiques utilisent des expositions de ∼13 000 à 16 000 secondes.

- Avec Spitzer, les scientifiques n'ont utilisé que la caméra IRAC du télescope, procédant à des longueurs d'onde de 3,6 à 4,5 µm, avec des expositions de ∼340 000 secondes[2].

## Cibles et sélection
Les six amas choisis pour être étudiés avec le Hubble Frontier Field ont été sélectionnés pour répondre aux principaux objectifs scientifiques décrits dans les principes utilisés pour étudier les premières galaxies, ainsi que pour optimiser les campagnes d'observation de Hubble et de Spitzer. Une liste de 25 amas candidats a été suggérée par des chercheurs du HST Deep Fields Working Group, et des candidats supplémentaires ont été suggérés par la communauté scientifique au cours du processus de sélection. Chaque amas a été évalué selon les critères suivants :
- Propriétés des lentilles :

La principale considération pour la sélection de chacun des amas était la force de lentille de ce dernier. La force de lentille de chaque amas a été évaluée en calculant la probabilité d'observer une galaxie à un décalage vers le rouge de 9,6, en ignorant les corrections pour les incomplétudes ou la luminosité du ciel. Cette métrique exclut plusieurs contraintes dans un seul nombre, ce qui facilite la comparaison de différents amas. Les attentes réelles à z = 9,6 pourraient être inférieures, mais le choix de la luminosité n'affecte pas le classement des amas.
- Luminosité du ciel et absorption interstellaire :

Les observations de l'univers extragalactique sont limitées par la luminosité du ciel et par l'absorption interstellaire de premier plan. La lumière zodiacale peut avoir un impact significatif sur la précision des images obtenues par Hubble et Spitzer dans un temps d'exposition donné. Ce fond dépend de la distance angulaire de la cible par rapport au Soleil et à l'écliptique. Ce critère permet d'éviter que les observations en infrarouge proche et lointain ne soit perturbées par la lumière zodiacale du Soleil, et ainsi de pouvoir réaliser des images de qualités bien meilleures. Par conséquent, une forte préférence a été donnée aux amas se situant à de hautes latitudes célestes. Ce critère de sélection excluait un certain nombre d'amas à forte lentille aux basses latitudes écliptiques.
- Données et champs profond existante pour la cible :

La stratégie d'observation nécessite l'observation simultanée d'un amas avec plusieurs caméras d'un même télescope. Idéalement, des données parallèles compléteraient les images profondes faites avec Hubble et Spitzer, et permettraient d'avoir plus de données sur une cible et d'accroitre les possibilités de détection. Cependant, cette exigence d'observation limite le nombre d'amas cibles, et donc les emplacements des données déjà disponibles. Les emplacements de champs parallèles potentiels ont été sélectionnés pour éviter les étoiles brillantes et les structures d'amas étendues lorsque cela était possible.
- Aptitude de suivi au sol :

Le suivi des objets intéressants détectés dans les champs frontières nécessite l'accès à des observations venant des installations au sol. Le réseau de radiotélescopes du désert d'Atacama, ALMA, a le potentiel de confirmer le décalage vers le rouge de galaxies candidates par spectroscopie jusqu'à z > 6, via la raie de carbone ionisé et d'autres raies d'émission atomique. De plus, les décalages vers le rouge spectroscopiques des galaxies à images multiples ajoutent de fortes contraintes aux modèles de lentilles pour les amas. Ainsi, l'accès des télescopes basés au Mauna Kea, en plus des installations du sud comme ALMA et le VLT, était une considération majeure. Cinq des six amas sélectionnés sont visibles depuis ALMA, avec MACS J0717.5+3745 comme exception. Cinq des six amas sont visibles depuis Mauna kea, avec Abell S1063 comme exception.
- Observabilité par Hubble :

Les observations de Hubble sont à un angle de roulis fixe et son décalage de 180° afin d'obtenir des observations profondes dans le champ d'amas et les champs parallèles avec les caméras WFC3/IR et ACS. Chaque champ a été évalué pour déterminer sa capacité à maintenir un angle de roulis fixe pendant plus de 30 jours et la disponibilité d'étoiles guides à ces orientations. Pour une stabilité optimale, Hubble nécessite deux étoiles guides, plus brillantes que la 15e magnitude. Notre évaluation initiale de MACS J1149.5+2223 n'a trouvé qu'une seule étoile guide acceptable ; cependant, une deuxième étoile guide avec une magnitude légèrement inférieure à la limite nominale était disponible. Cette nouvelle étoile guide a été testée lors des premières observations et s'est avérée appropriée. Ce critère indique donc que les cibles choisies doivent avoir des étoiles ou objets plus lumineux que la magnitude apparente de 15.
- Observabilité par Spitzer :

Chaque amas et champ parallèle a été évalué par l'équipe de mise en œuvre de Spitzer. Les observations de Spitzer sont sensibles aux étoiles brillantes sur le terrain car une forte saturation peut entraîner un « abaissement de la qualité » affectant la qualité des données le long de l'image affectée. MACS J0647.7+7015 (par exemple) en particulier s'est avéré avoir des étoiles d'une luminosité inacceptable à proximité et a été exclu.
- Planification :

Chaque ensemble d'observations de champ profond constitue un investissement considérable en temps avec Hubble, avec 70 orbites à chaque orientation et 140 orbites au total par champ. L'ordonnancement optimal de ces observations est un défi. Les scientifiques ont également prévu que les Frontier Fields seraient des champs populaires pour les programmes d'observation auxiliaires. Par conséquent, pour éviter les collisions d'horaires avec le programme Frontier Field principal, prenant en charge les programmes Frontier Field et d'autres champs de Hubble populaires, les Frontier Fields ont été sélectionnés pour couvrir une plage d'ascension droite.
- Observation par James Webb :

Chaque amas, ou presque, a été choisi pour que le télescope spatial James Webb puisse les observer et continuer voire entreprendre un nouveau programme d'observation de ces amas.
- Cibles sélectionnées

Depuis son commencement en octobre 2009, le programme a permis la découverte de nombreuses galaxies très lointaines. Le HFF s'est focalisé sur 6 amas de galaxies, connus pour leurs fortes lentilles gravitationnelles, Abell 2744, MACS J0416.1-2403, MACS J0717.5+3745, MACS J1149.5+2223, Abell S1063 et Abell 370. Tous les amas, ou presque, respectent les critères mis en place pour le HFF.

## Résultats
Les principaux résultats du Hubble Frontier Fields ont été la découverte d'une grande quantité de galaxies dépassant un décalage vers le rouge de 7. Les objets les plus lointains ont tous été trouvés grâce à l'effet de lentille gravitationnelle. Parmi tous ses objets, on compte MACS1149-JD1, A2744-JD1, A2744-YD4, A2744-z8, A2744pf-306, A2744pf-949, A2744pf-277, HFF1P-YJ3, HFF1P-Y2, HFF1P-i1, HFF1P-Y1, A2744-ZD7, Zheng-4008, MACSJ0416.1-Y1 et MACSJ0416.1-Y4.

## Galerie

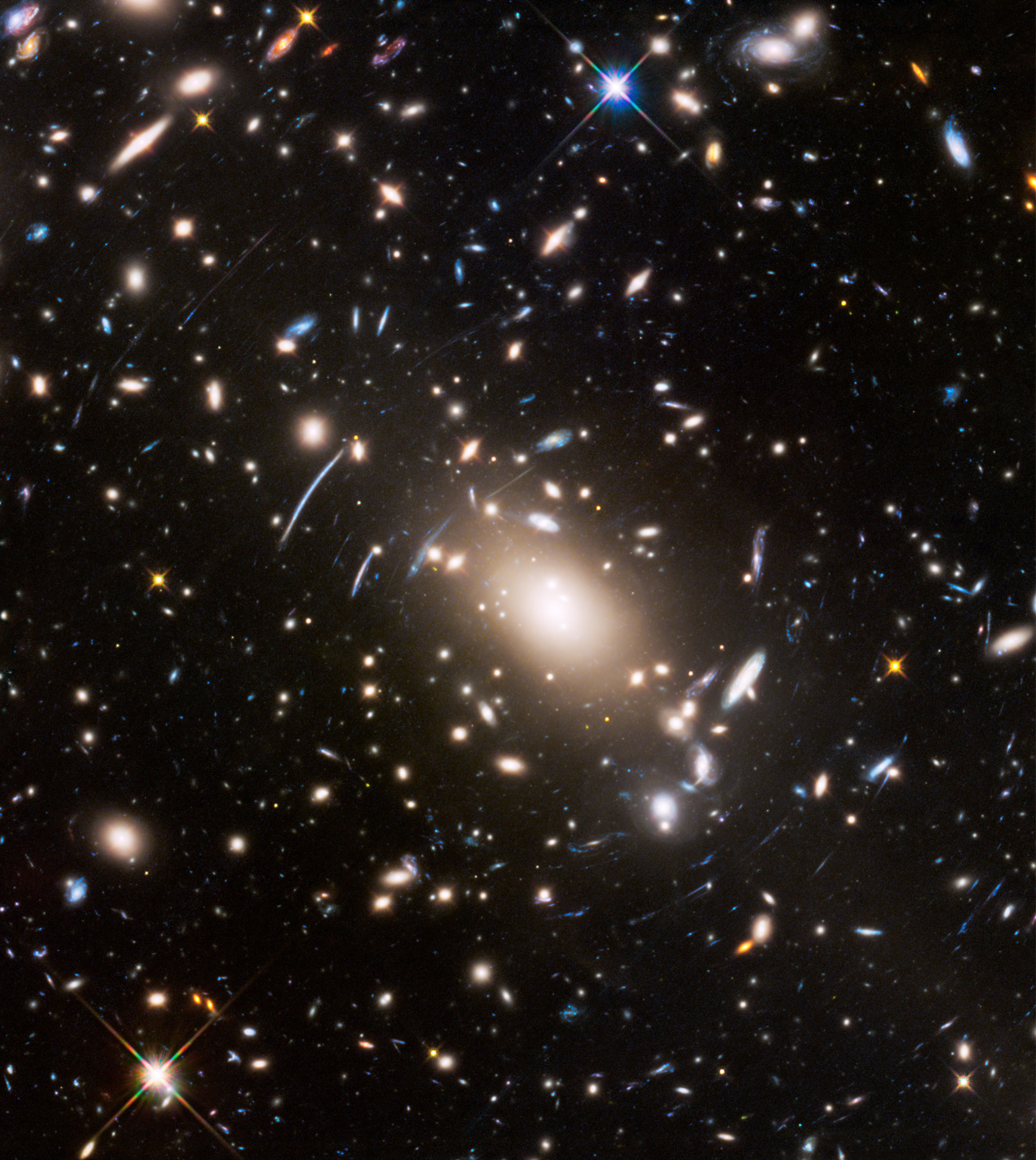
Image de l'amas de galaxies Abell S1063 faite avec l'initiative Hubble Frontier Fields.
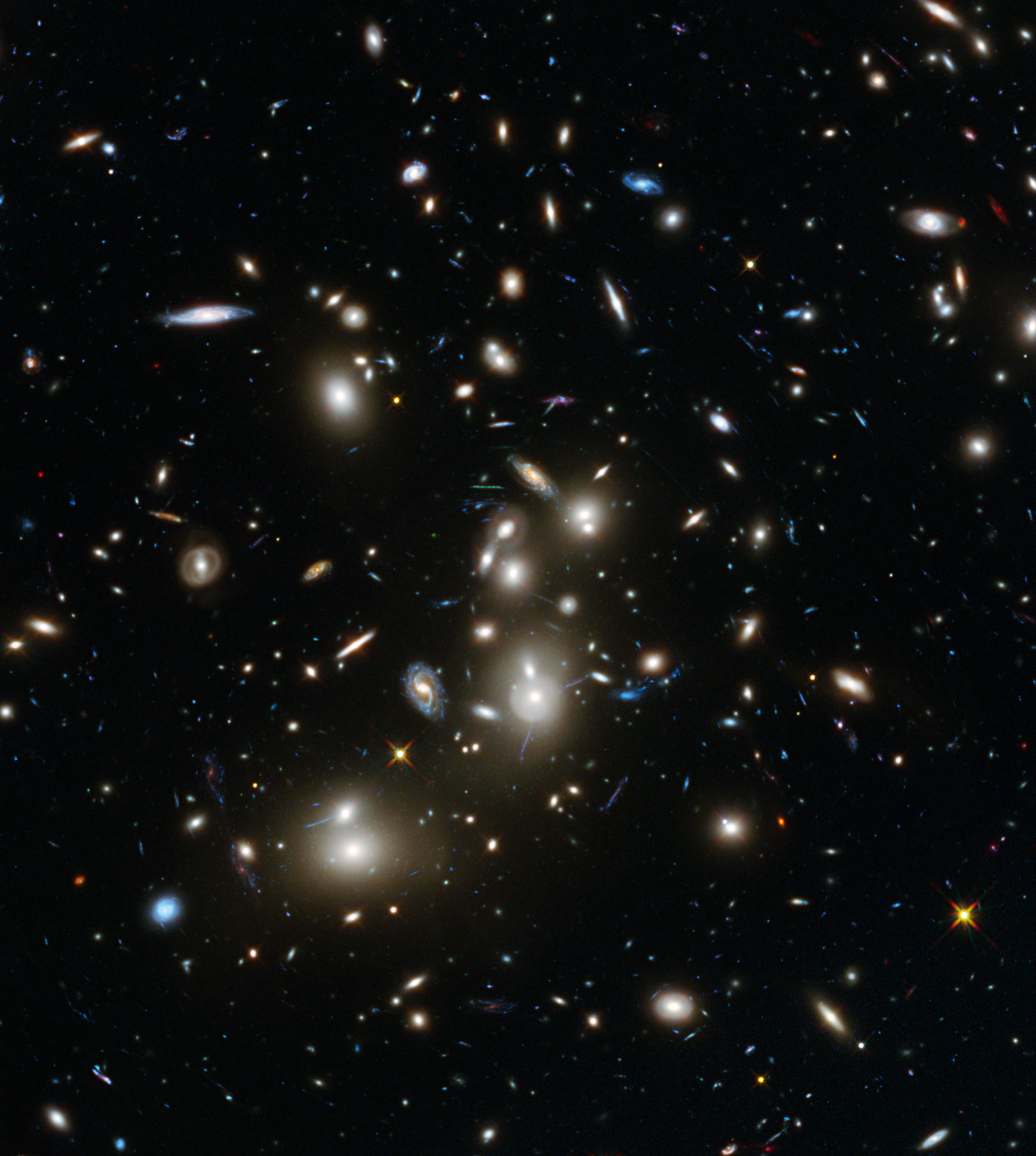
Frontière de Hubble effectuée sur Abell 2744.
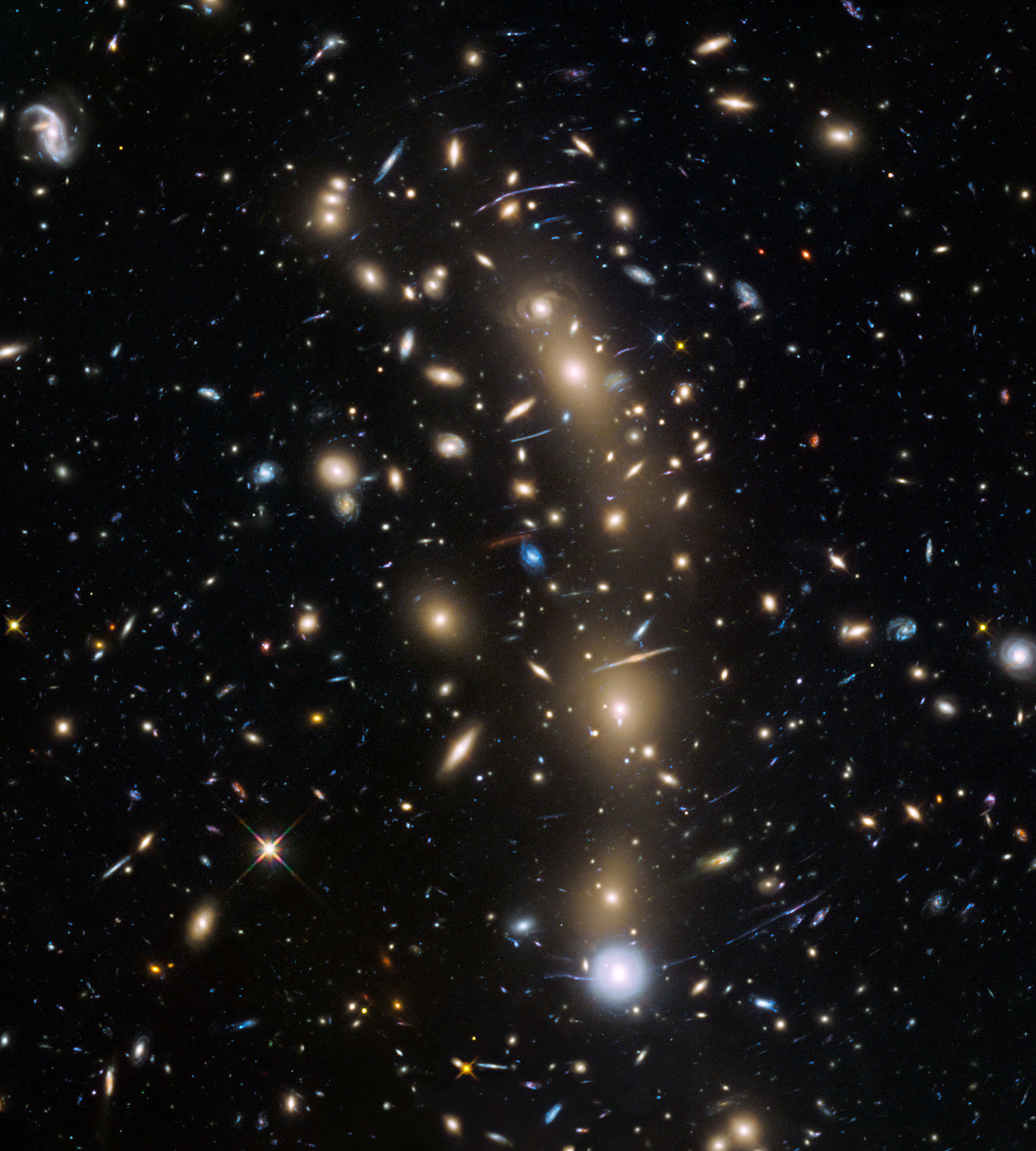
MACSJ0416.1-2403 vu par le télescope spatial Hubble dans l'initiative du Hubble Frontier Fields.
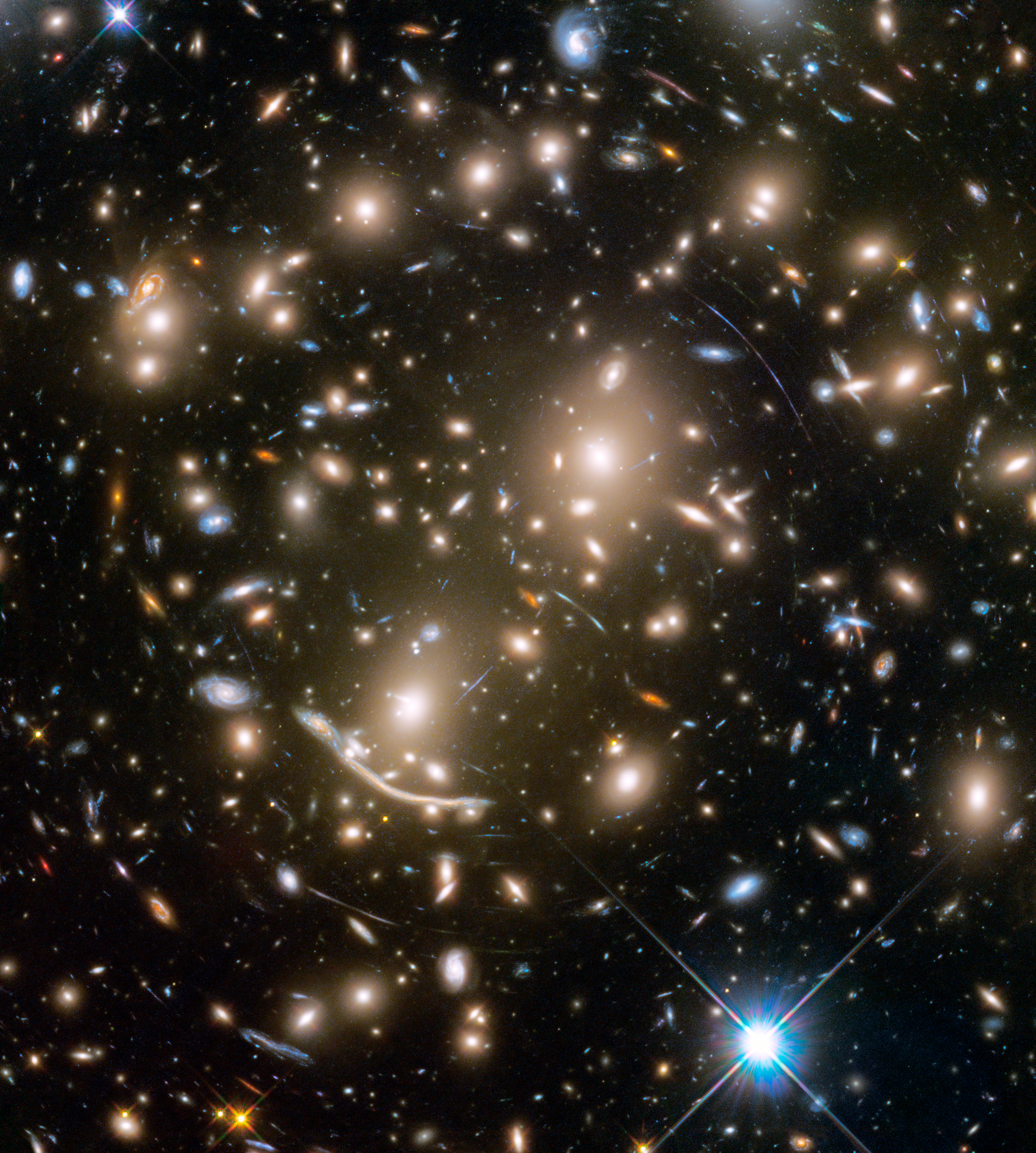
Abell 370 vu par le télescope spatial Hubble dans le programme HFF.
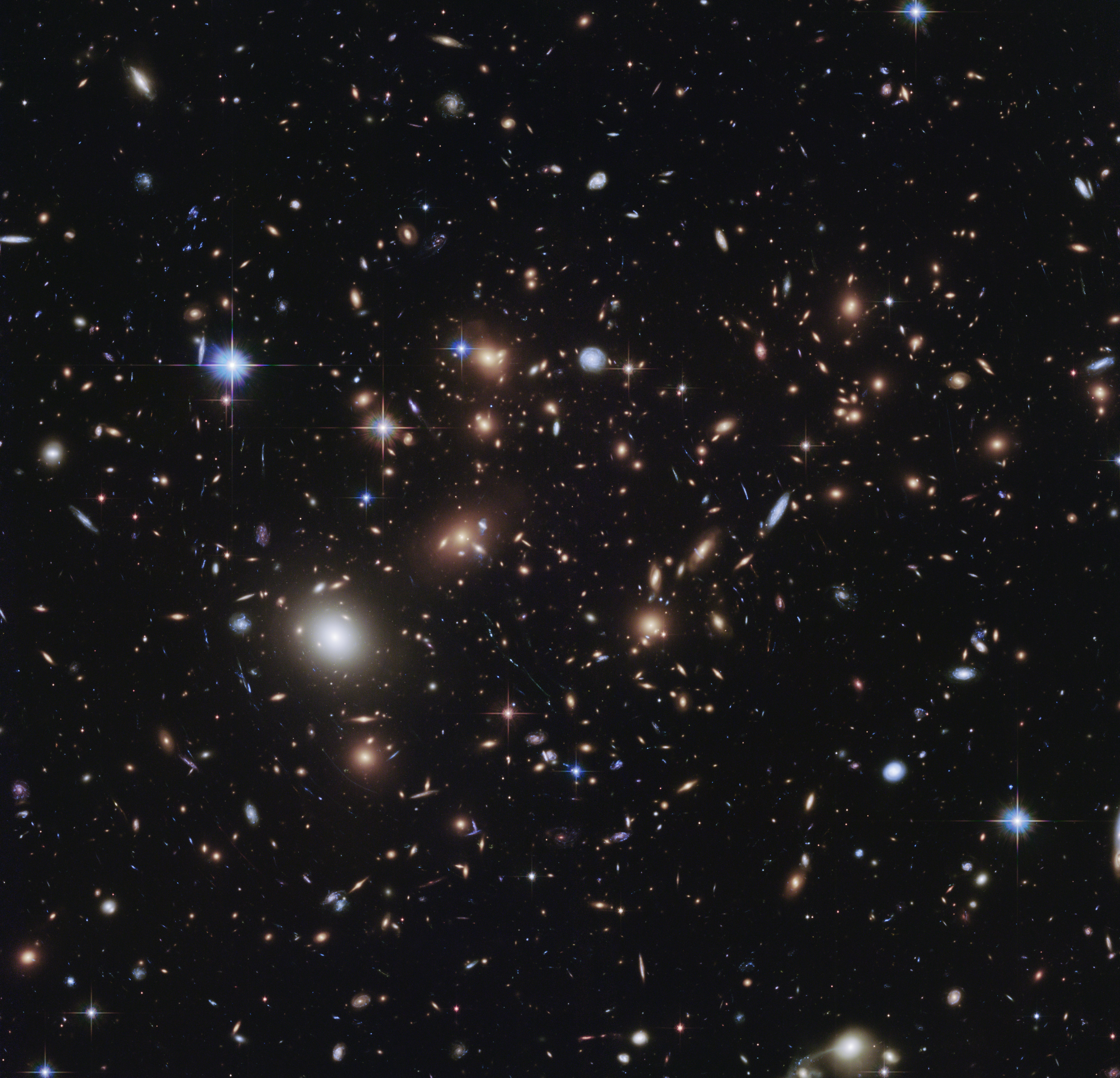
Image de MACS J0717.5+3745 dans le programme HFF.
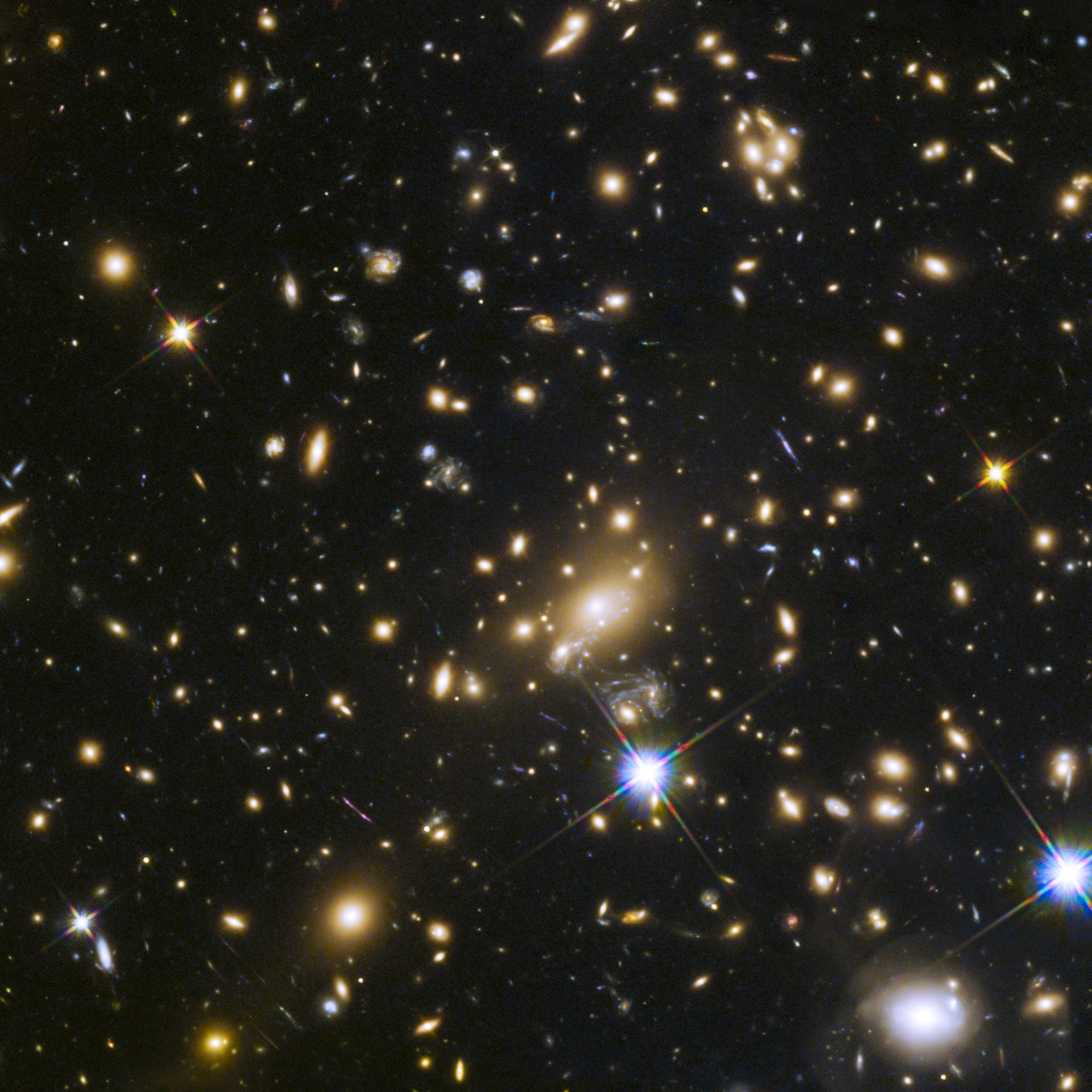
Image de MACS J1149.6+2223 dans le programme HFF.